# Стэнли, Эдуард, 19-й граф Дерби
Эдвард Ричард Уильям Стэнли, 19-й граф Дерби (англ. Edward Richard William Stanley, 19th Earl of Derby; род. 10 октября 1962) — британский наследственный пэр и землевладелец.

## Биография
Эдвард Стэнли (неофициально «Тедди»), родился 10 октября 1962 года. Старший сын Хью Генри Монтегю Стэнли (1926—1971) и его жены Мэри Розы Стэнли (урожденной Берч). Внук преподобного сэра Эдварда Монтегю Кавендиша Стэнли, лорда Стэнли (1894—1938) и правнук Эдварда Джона Вильерса Стэнли, 17-го графа Дерби (1865—1948). Получил образование в Итонском колледже (Виндзор, графство Беркшир) и Королевском сельскохозяйственном колледже в Сайренсестере (графство Глостершир).
28 ноября 1994 года после смерти своего бездетного дяди, Эдварда Джона Стэнли, 18-го графа Дерби (1918—1994), Эдвард Стэнли унаследовал титулы 19-го графа Дерби, 3-го барона Стэнли из Престона, 6-го барона Стэнли из Бикерстаффа и 13-го баронета Стэнли из Бикерстаффа.
Он также унаследовал поместье Ноусли, в Ноусли Сафари-парк и Стэнли-хаус на ферме Хэтфилд. Он является президентом «Ливерпулской» Торгово-промышленной палаты, членом Ливерпульского университета совета (получения почетной докторской степени (диплом с отличием LLD) из Ливерпульского университета в 2008 году) и одним из семи попечителей фонда, который финансирует стипендии для предварительной подготовки Камэрон-хаус и подготовительной школы в Королевским боро Кенсингтон и Челси, Лондон, где оплата превышают 16 000 фунтов стерлингов в год. Лорд Дерби был назначен заместителем лейтенанта Мерсисайда в 1999 году, служа, в частности, вместе с Фрэнком Филдом и Марком Бланделлом.
19-й граф Дерби живет в Ноусли-Холле недалеко от Ливерпуля, а также имеет резиденцию в Лондоне.

## Брак и дети
21 октября 1995 года в церкви Святой Девы Марии в Сафрон-Уолдене, Эссекс, лорд Дерби женился на Кэролайн Эмме Невилл (род. 28 декабря 1963), дочери Робина Генри Чарльза Невилла, 10-го барона Брейбрука (1932—2017), и Робин Хелен Брокхофф (? — 2018). У супругов трое детей:
- Леди Генриетта Мэри Роуз Стэнли (род. 6 февраля 1997)
- Эдвард Джон Робин Стэнли, лорд Стэнли (род. 21 апреля 1998), наследник графского титула
- Оливер Генри Хью Стэнли (род. 26 апреля 2002).

Старший сын, лорд Стэнли, является крестником принца Эндрю, герцога Йоркского . Лорд Стэнли был почетным пажом королевы Елизаветы II в период с 2008 по 2012 год, участвовал в трех службах ордена Подвязки и четырех церемониях открытия парламента Великобритании. Он держал Подвязку вокруг ноги принца Уильяма во время его установки в качестве 1000-го рыцаря Подвязки.

## Поместье Ноусли
Поместье Ноусли располагает жилой недвижимостью в сельских приходах Ноусли, Экклстон, Рейнфорд, Бикерстафф и Ормскерк. Он также предлагает коммерческую недвижимость как часть деловой деревни Стэнли Грейндж, преобразованной из ряда викторианских фермерских зданий в поместье и открытой в июне 2013 года.
Внесенный в список II класса* Ноусли-Холл и окружающие 2500 акров парковой зоны также использовались в качестве мест для нескольких телевизионных программ и фильмов, включая «Видения» (2008), «Птицы печени» (2007), а также телевизионные мыльные оперы, «Холлиоукс» и «Улица коронации». В 2008 году дом получил пятизвездочный золотой рейтинг за размещение от инспекторов VisitEngland, единственного величественного дома, получившего такую оценку . В 2010 году лорд Дерби объявил о своей «зеленой» политике в отношении поместья, которая включала сохранение и эффективное использование энергии.

## Ферма Хэтфилд и чистокровные скачки
Бабушка Стэнли по материнской линии, Кэтрин, была известным тренером скаковых лошадей в Уилтшире, особенно в Колледж-Хаусе в Ламборне, откуда она, среди прочих, отправила победителя Золотого трофея Швепса Ра Нову. Эпсомское Дерби было названо в честь 12-го графа Дерби, а Дубы были названы в честь дома 12-го графа недалеко от Эпсома. Семья Дерби может проследить свое наследие скачек до 5-го графа Дерби в шестнадцатом веке.
Стэнли обычно тренирует одну, а иногда и двух лошадей каждый год на конезаводе Хэтчфилд, которым управляет его брат Питер Стэнли. Здесь живет небольшое количество племенных кобыл, и политика лорда Дерби заключается в том, чтобы продавать своих жеребят и участвовать в скачках на кобылках. В настоящее время граф владеет доской для спиритических сеансов, она выиграла семь гонок The Group / Grade 1, включая The Oaks, Irish Oaks и Breeders' Cup Filly & Mare Turf в 2004 году, а также последнюю гонку снова в 2006 году. Ставки Уэльса в Royal Ascot в июне 2006 года. Она заняла третье место в Кубке Японии после этой последней победы и вышла на пенсию после того, как охромела перед ее предполагаемым финальным стартом в Гонконгской вазе в Ша Тине в декабре 2006 года. Доска для спиритических сеансов выиграла более трех миллионов. фунтов призовых. Граф опубликовал книгу о ней «Доска для спиритических сеансов: кобыла на миллион».
Предложение Эдварда Стэнли построить 1200 домов и большую промышленную зону на исторической ферме Хэтчфилд-Фарм в Ньюмаркете, графство Саффолк, встретило сопротивление со стороны местных жителей, предприятий и крупнейших работодателей района, включая Таттерсоллс, Жокей-клуб, ипподром Ньюмаркет, Избранные члены совета Ньюмаркета, ведущие инструкторы и группа местных жителей «Спасите исторический Ньюмаркет».